# Pier Angeli
Pier Angeli, eigentlich Anna Maria Pierangeli (* 19. Juni 1932 in Cagliari, Sardinien, Italien; † 10. September 1971 in Beverly Hills, Kalifornien), war eine italienische Schauspielerin.

## Leben
Angeli begann ihre Schauspielkarriere unter ihrem Geburtsnamen in Italien und debütierte 1949 erfolgreich in dem Film Domani è troppo tardi, bei dem es um die damals noch sehr heikle Frage ging, wann Jugendliche „aufgeklärt“ werden müssten. 1951 erhielt sie für ihren zweiten Film, das Drama Morgen ist ein anderer Tag, den Nastro d’Argento als Beste Darstellerin. Bereits 1950 gab ihr der Hollywood-Regisseur Fred Zinnemann die Titelrolle der italienischen Soldatenbraut in dem behutsamen Zeitbild Teresa. Nach Ende der Dreharbeiten blieb sie in den USA und änderte ihren Namen. Ihre Familie folgte ihr nach.
1953 hatte Pier Angeli eine Romanze mit Dean Martin, ein Jahr später eine weitere mit dem Schauspieler James Dean. Im selben Jahr heiratete sie auf Druck ihrer Mutter einen Schauspieler mit italienischen Wurzeln, Vic Damone, mit dem sie einen Sohn hatte, Perry Rocco Luigi Farinola (* 1955). Ihrer zweiten Ehe mit dem italienischen Komponisten Armando Trovajoli entstammte ein weiteres Kind, Andrew „Popino“ (* 1963).
Pier Angelis Schauspielkarriere umfasste Rollen in Filmen wie Sodom und Gomorrha (1962), Die letzte Schlacht (1965) oder Für 1000 Dollar pro Tag (1966) an der Seite von Gene Kelly, Paul Newman, Fernandel, Stewart Granger, Kirk Douglas und anderen. Für den Film Teresa erhielt sie 1952 den Golden Globe Award als beste Nachwuchsdarstellerin.
1971 starb Pier Angeli wenige Wochen nach Beendigung der Dreharbeiten zu dem Film Octaman – Die Bestie aus der Tiefe an einer Überdosis von Medikamenten in Beverly Hills. Ihre zweieiige Zwillingsschwester Maria Luisa wurde unter dem Namen Marisa Pavan ebenfalls Schauspielerin.

## Filmografie (Auswahl)
- 1949: Morgen ist es zu spät (Domani è troppo tardi) – Regie: Léonide Moguy
- 1950: Morgen ist ein anderer Tag (Domani è un altro giorno) – Regie: Léonide Moguy
- 1951: Teresa
- 1951: Begegnung in Tunis (The Light Touch)
- 1952: Des Teufels Erbe (The Devil Makes Three)
- 1953: Sombrero
- 1953: War es die große Liebe? (The Story of Three Loves)
- 1952: The Million Dollar Nickel (Kf.)
- 1953: Flammende Sinne (Flame and the Flesh) – Regie: Richard Brooks
- 1953: Mamsell Nitouche – Regie: Yves Allégret
- 1954: The Ed Sullivan Show (TV-Serie)
- 1954: Der silberne Kelch (The Silver Chalice)
- 1955: Viva Las Vegas (Meet Me In Las Vegas) – Regie: Roy Rowland
- 1955: Port Afrika (Port Afrique) – Regie: Rudolph Maté
- 1955: Die Hölle ist in mir (Somebody Up There Likes Me)
- 1956: Unter glühender Sonne (The Vintage) – Regie: Jeffrey Hayden
- 1956: What´s My Line? (TV-Serie)
- 1958: König der Spaßmacher (Merry Andrew)
- 1958: Bernadette (TV) – Regie: Ralph Alswang & Claudio Guzman
- 1959: Zorniges Schweigen (The Angry Silence)
- 1959: Dicke Luft und heiße Liebe (S.O.S. Pacific)
- 1960: Estoril y sus fiestas (Kurzfilm) – Regie: Juan Manuel de la Cjoca & Vincente Minaya
- 1960: Die 3 Musketiere der Meere (I Moschettieri del mare) – Regie: Steno
- 1960: Meuterei auf der Albatros (L´ ammutinamento) – Regie: Silvio Amadio
- 1962: Sodom und Gomorrha (Sodom and Gomorrha)
- 1964: Heiße Hölle Bangkok (Banco à Bangkok pour OSS 117)
- 1965: Die letzte Schlacht (Battle of the Bulge)
- 1965: Das verräterische Auge (Berlino, Apputamento per le spie) – Regie: Vittorio Sala
- 1966: Aktion Todesmole 83 (M.M.M. 83 – Missione Morte Molo 83) – Regie: Sergio Bergonzelli
- 1966: Für 1000 Dollar pro Tag (Per mille dollari al giorno)
- 1967: Rose rosse per il fuhrer – Regie: Fernando Di Leo
- 1967: Sie nannten ihn King (El Rey de Africa) – Regie: Sandy Howard
- 1967: Col mamzer melech – Regie: Uri Zohar
- 1968: Girl Talk (TV-Serie)
- 1969: Die Wahrheit über Frank Mannata (La vera storia di Frank Mannata) – Regie: Javier Seto
- 1969: Addio Alexandra – Regie: Enzo Battaglia
- 1969: Quell´amore Particolare – Regie: Carlo Martinelli
- 1970: Nelle pieghe della carne – Regie: Sergio Bergonzelli
- 1971: Octaman – Die Bestie aus der Tiefe (Octaman)